# Iešjávri

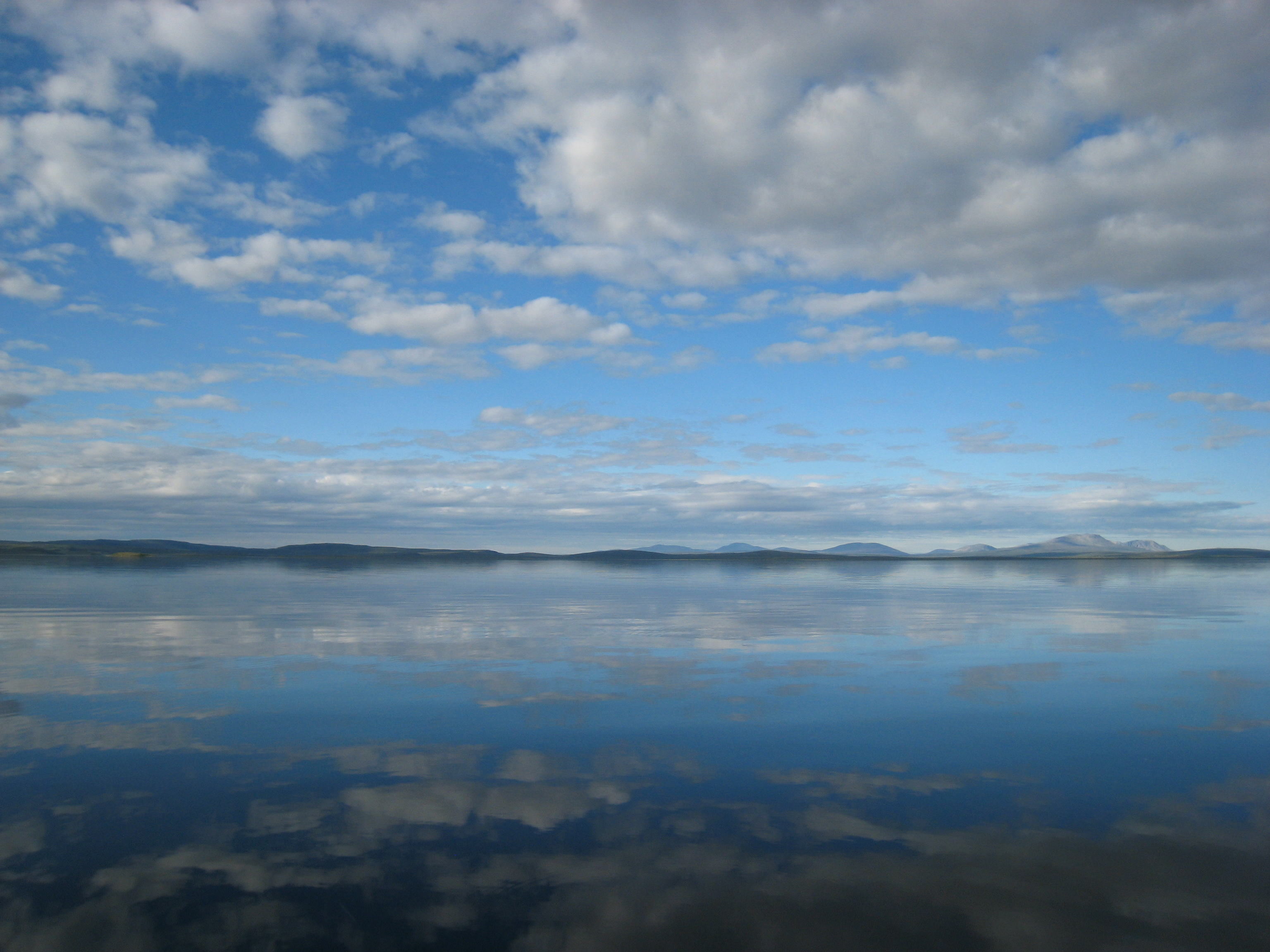
Iešjávri

Iešjávri är den största sjön i Finnmark fylke i norra Norge. Den ligger på Finnmarksvidda, på gränsen mellan kommunerna Alta, Kautokeino och Karasjok. Ytan är 68,4 km², och sjön ligger på 390 meter över havet. Dess avlopp är Iešjohka, som rinner söderut till älven Kárášjohka.
Namnet är samiskt och betyder 'Storsjön'.